# Carex inclinis
Carex inclinis är en halvgräsart som beskrevs av Francis M.B. Boott och Charles Baron Clarke. Carex inclinis ingår i släktet starrar, och familjen halvgräs. Inga underarter finns listade i Catalogue of Life.